# Riu Vernissa
El riu Vernissa, antigament nomenat de Nassiu o de Balançat, és l'afluent més important del Serpis, al qual s'uneix a dos quilòmetres de Gandia.
Recorre 29 km entre les comarques de la Vall d'Albaida i la Safor i arreplega les aigües d'una conca de 140 km² situada entre el vessant sud del massís del Mondúber i el vessant nord de la serra de la Cuta. Aquest territori inclou, al seu torn, les petites conques dels barrancs de Marxuquera, Navesa (Ador) i Vinuesa o d'Alfauir.

## Poblacions que travessa

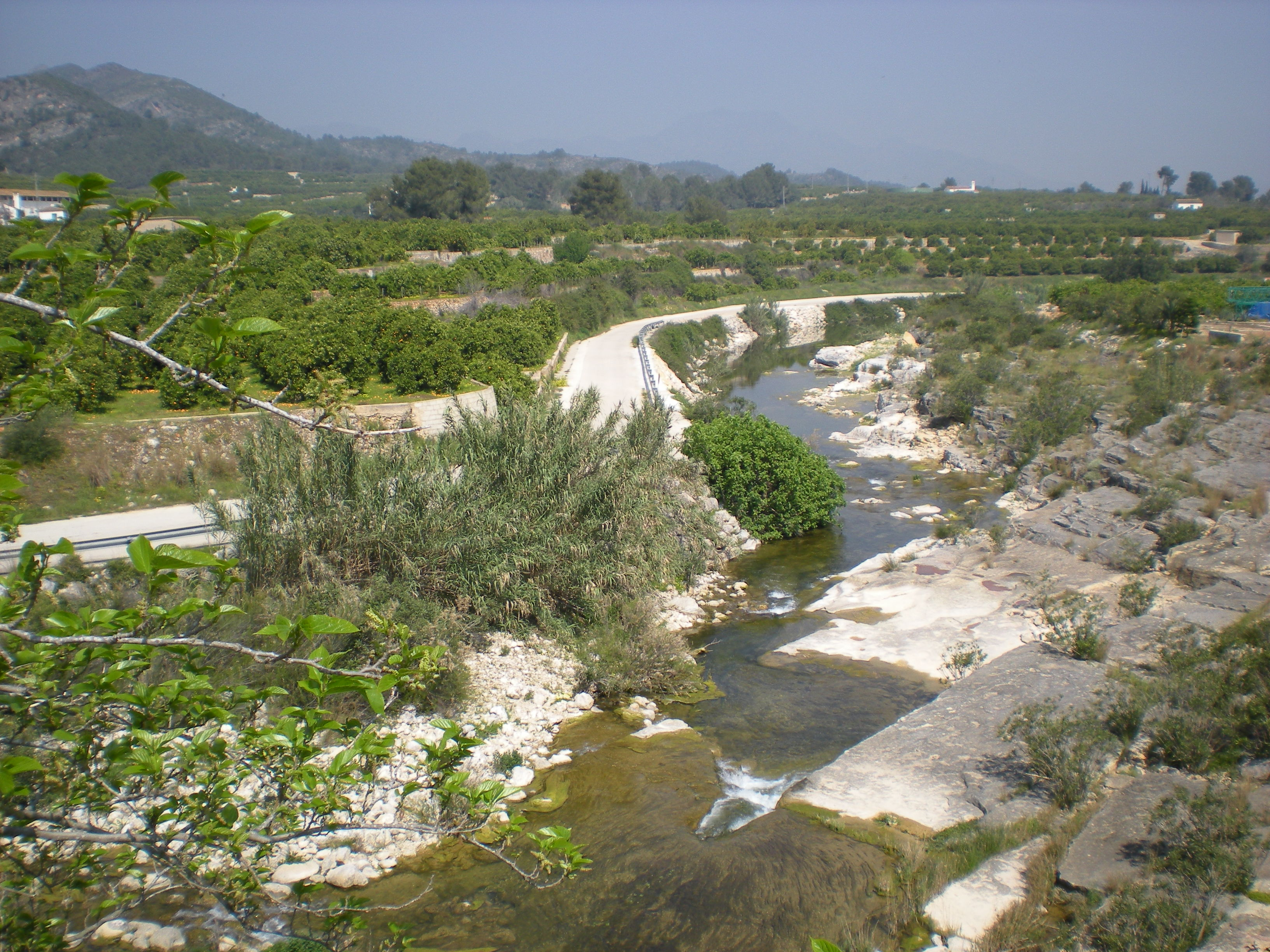
Vista del riu des del pont de les Planes (Ròtova)

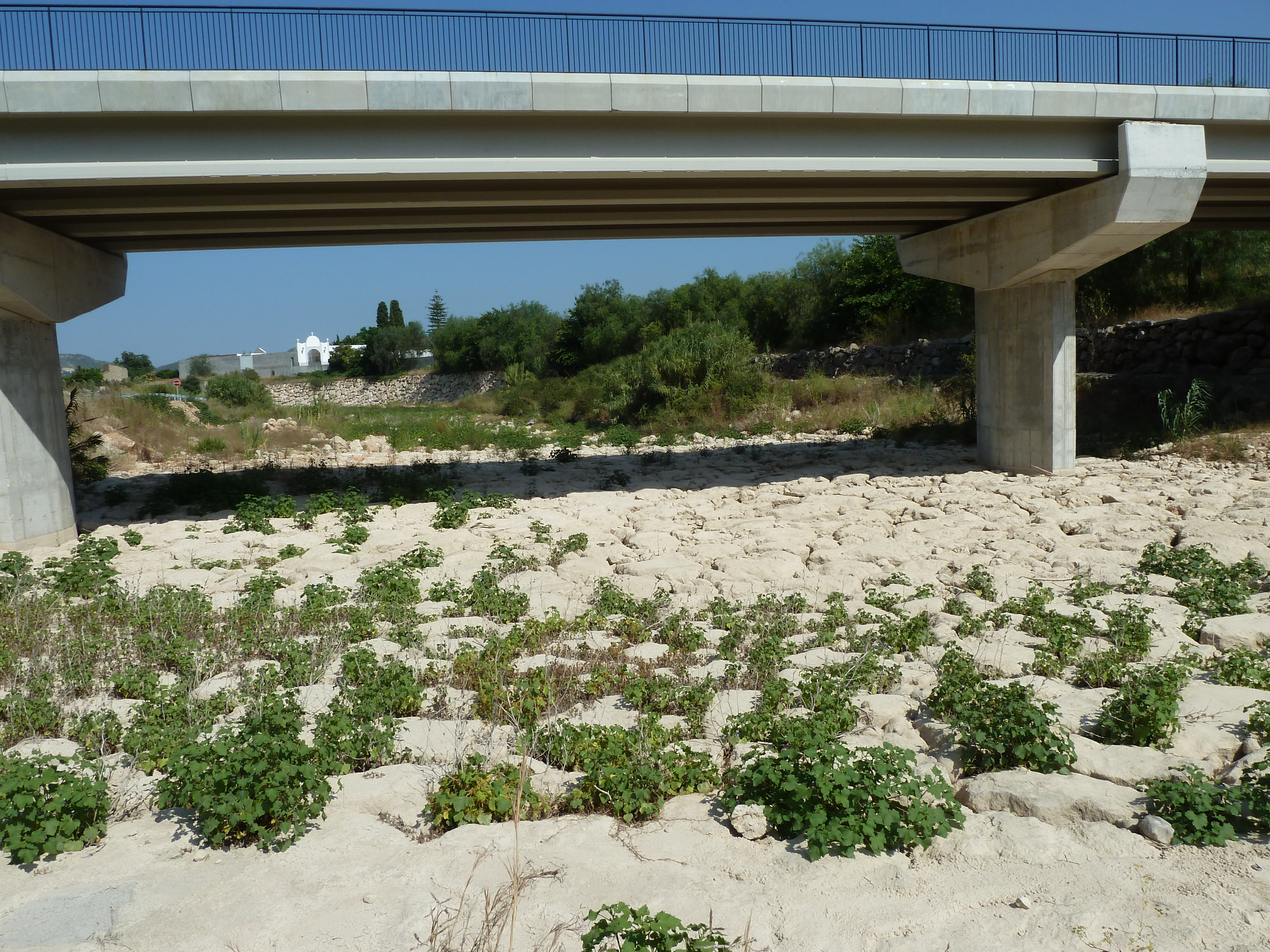
Vista del riu Vernissa a l'estiu, a l'altura del nou pont de les Planes

Naix al vessant meridional de la serra de Buixcarró, dins el terme municipal de Quatretonda (Vall d'Albaida), i a continuació passa per Pinet (on s'anomena també riu de Pinet). Posteriorment passa per Llutxent i Benicolet. Ja dins de la Safor passa per Llocnou de Sant Jeroni i Almiserà, per Ròtova i prop del monestir de Sant Jeroni de Cotalba i Alfauir. Continua pel terme de Palma de Gandia i per Beniarjó i el Real de Gandia, on s'uneix al riu Serpis en el paratge de l'Illeta, i desemboca al riu Serpis. Té un règim fluvial de tipus mediterrani.
Des del seu mateix naixement, han abundat les parades que han alimentat petites hortes, com les de Llocnou, Almiserà, Alfauir, Ròtova i d'altres associades als molins hidràulics.
Abans de l'obertura dels actuals pous artesians, duia un cabal d'estiu de 0,315 m3, el qual es desviava en l'assut del seu nom, en terme de Palma. Allí naix la séquia també anomenada de Vernissa, de la qual ha regat tradicionalment la zona septentrional de l'Horta de Gandia. Al llarg del riu hi trobem alguns molins hidràulics com el Molí de la Cova de Ròtova.
Al seu pas per la Safor, dona nom a la subcomarca la Vall del Vernissa formada per set municipis: Palma de Gandia, Ador, Alfauir, Almiserà, Castellonet de la Conquesta, Llocnou de Sant Jeroni i Ròtova, situats al voltant del riu.